# Harry Liedtke
Harry Liedtke, född 12 oktober 1881 i Königsberg (nuvarande Kaliningrad), död 28 april 1945 i Bad Saarow, Brandenburg, var en tysk skådespelare.

## Filmografi (urval)
- 1917 – Das fidele Gefängnis
- 1924 – Storhertigens finanser
- 1941 – Quax, alla tiders flygare